# Saint-Jean-de-Thurac
Saint-Jean-de-Thurac (okzitanisch: Sent Joan de Turac) ist eine französische Gemeinde mit 560 Einwohnern (Stand: 1. Januar 2022) im Département Lot-et-Garonne in der Region Nouvelle-Aquitaine (vor 2016: Aquitanien). Sie gehört zum Arrondissement Agen und zum Kanton Le Sud-Est Agenais. 

## Geografie
Die Gemeinde Saint-Jean-de-Thurac liegt im Agenais, etwa elf Kilometer ostsüdöstlich von Agen am Garonne-Seitenkanal. Die Garonne selbst begrenzt die Gemeinde im Süden. Umgeben wird Saint-Jean-de-Thurac von den Nachbargemeinden Saint-Pierre-de-Clairac im Norden, Saint-Romain-le-Noble im Osten, Saint-Nicolas-de-la-Balerme im Südosten, Caudecoste im Süden, Sauveterre-Saint-Denis im Südwesten sowie Lafox im Westen.

## Bevölkerungsentwicklung
| Jahr                       | 1962 | 1968 | 1975 | 1982 | 1990 | 1999 | 2006 | 2012 | 2022 |
| -------------------------- | ---- | ---- | ---- | ---- | ---- | ---- | ---- | ---- | ---- |
| Einwohner                  | 293  | 281  | 325  | 344  | 381  | 408  | 483  | 512  | 560  |
| Quellen: Cassini und INSEE |      |      |      |      |      |      |      |      |      |

## Sehenswürdigkeiten
- romanische Kirche Saint-Jean-Baptiste mit Gängen aus dem 12. und dem 16. Jahrhundert.